# 罗春桃
罗春桃（1966年—），甘肃清水人，汉族，中华人民共和国政治人物、第十二届全国人民代表大会宁夏地区代表。
毕业于中南工业大学工业分析专业。加入中国共产党。2013年，担任全国人大代表。